# Bischofshof (Bad Honnef)

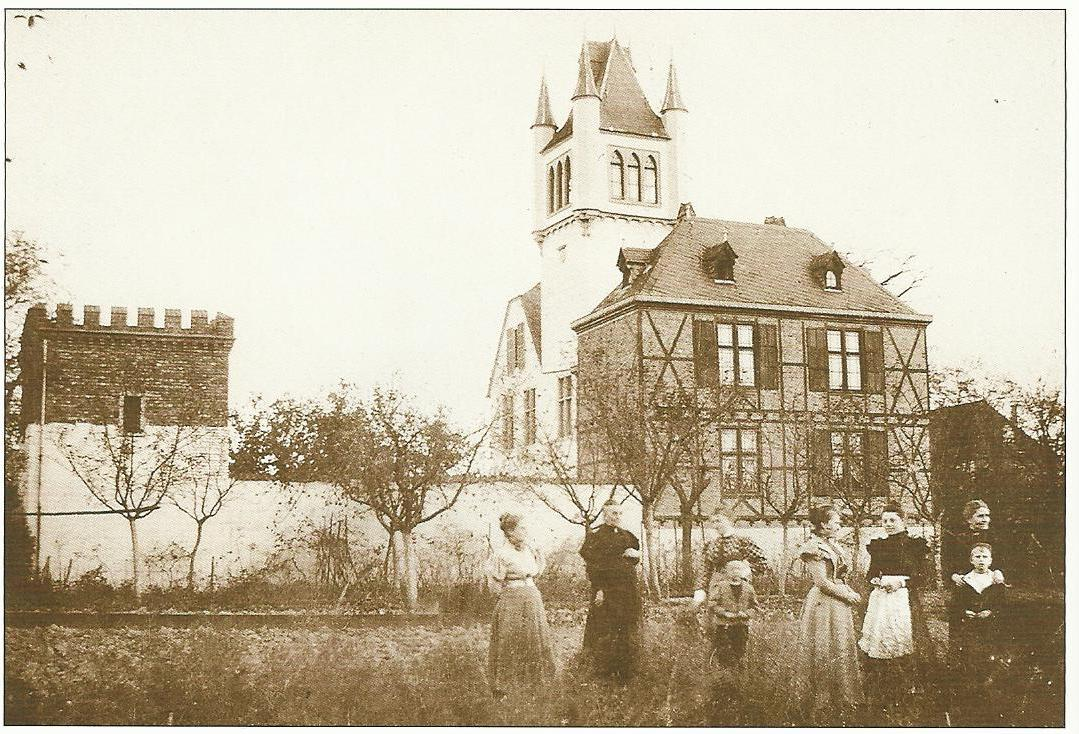
Ehemaliger Bischofshof (um 1910)

Der Bischofshof ist ein als Baudenkmal unter Denkmalschutz stehender Gebäudekomplex südlich des Stadtzentrums am westlichen Rande des Ortsteils Bad Honnef-Beuel. Er bildet das Zentrum des Campus der IU Internationalen Hochschule in Bad Honnef.
Die burgartige Anlage der vormaligen St.-Anno-Handelsschule, die unter anderem einen markanten Turm besitzt, geht auf den mittelalterlichen „Bischofshof“ des Erzstifts und Kurfürstentums Köln zurück. Er war Sitz eines kurkölnischen Amtmannes und diente als Weingut („Tafelgut“), das den kurkölnischen Staat insbesondere mit Wein versorgte. Der Kölner Kurfürst und Erzbischof verfügte dort über ein eigenes Hofgericht, dessen Bezirk er gegen den Widerstand der Herren von Löwenburg auszuweiten versuchte. Nach der Säkularisation durch Versteigerung im Jahr 1826 gehörte der vormalige Bischofshof bis 1917 der Kölner Familie Ditges, die den Turm im neugotischen Stil umbaute, den Hof erweiterte und in ihm eine Fremdenpension betrieb.
Der Burghof wurde 1927 von den Schulbrüdern des hl. Johannes de La Salle aus dem Kloster Maria Tann in Kirnach/Villingen erworben. Sie richteten dort ein Alumnat (Schülerheim) für das städtische Realgymnasium ein, für die ein neuer Seitenflügel entstand. In der Zeit des Nationalsozialismus wurde die Einrichtung 1941 geschlossen, durch die Geheime Staatspolizei (Gestapo) beschlagnahmt und die Schulbrüder vertrieben. 1946 erfolgte die Wiedereröffnung durch die Schulbrüder als Handelsschule St. Anno mit Internat, benannt nach dem Kölner Erzbischof Anno II. Sie wurde im Januar 1949 als öffentliche Handelsschule staatlich anerkannt. 1953 entstand ein Erweiterungsbau. 1987 wurde die Schule geschlossen. Die nicht denkmalgeschützten Anbauten aus dem 19. Jahrhundert wurden beim Umbau für die Handelsschule entfernt.
2000 zog die Internationale Hochschule Bad Honnef · Bonn auf das ehemalige Gelände der St.-Anno-Handelsschule. 2005 wurden auf dem Campus zwei neue Wohnheime und eine neue Mensa errichtet. Im Februar 2007 wurden zudem ein neues Verwaltungsgebäude mit Bibliothek und Seminarräumen eingeweiht. Im Juli 2007 wurde die Hochschule von der Private-Equity-Firma Auctus (München) übernommen, und 2019 der Sitz der Hochschule nach Erfurt verlegt. Der Campus um den Bischofshof sowie der Bischofshof werden weiter von der Hochschule genutzt.